# 東港東南宮
東港東南宮，舊名「劉部堂」，是臺灣屏東縣東港鎮主祀劉府千歲（五福大帝之中的劉部靈公）的廟宇，1962年立廟、興建於1972年。

## 概要

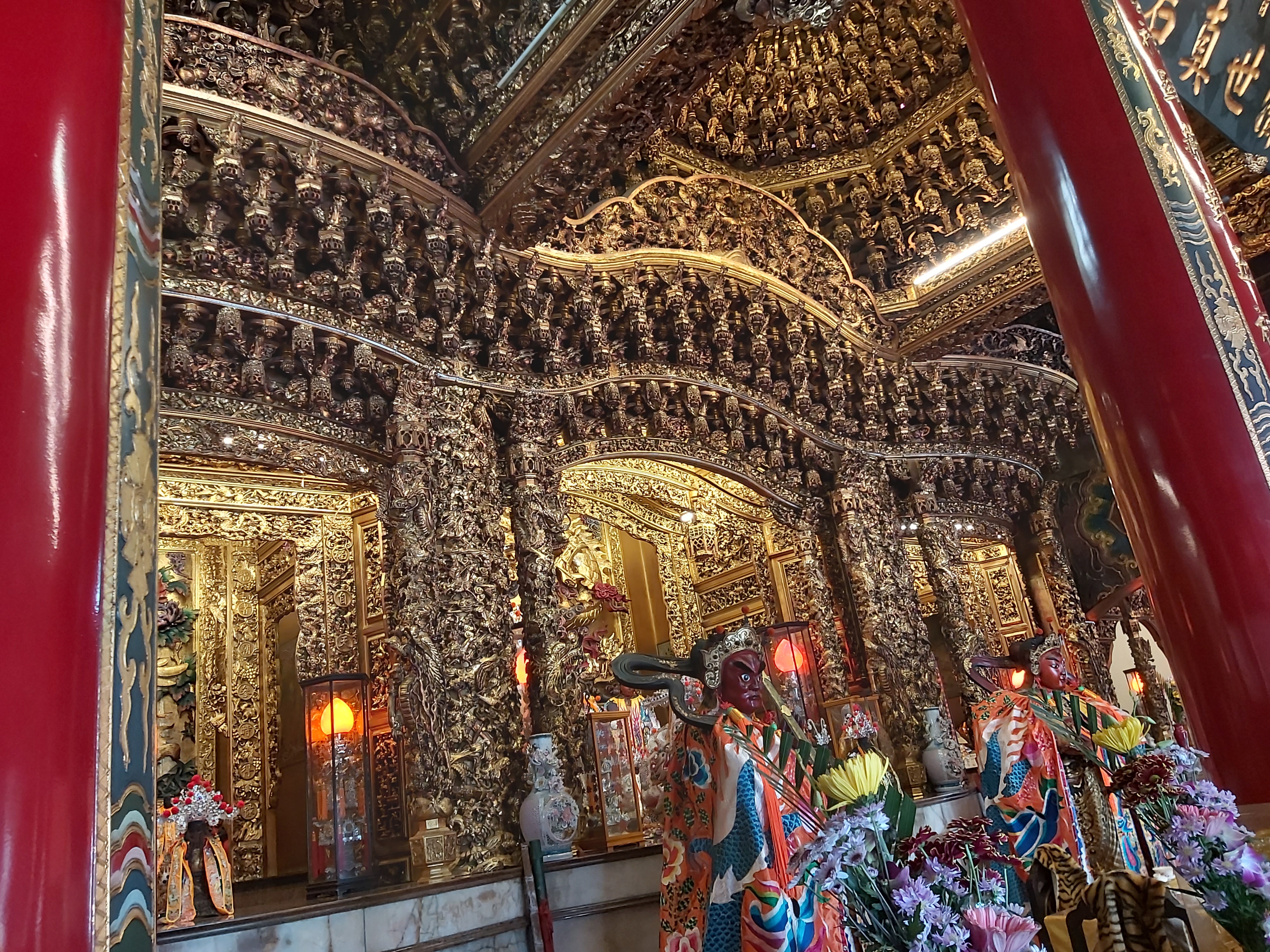
正殿神龕

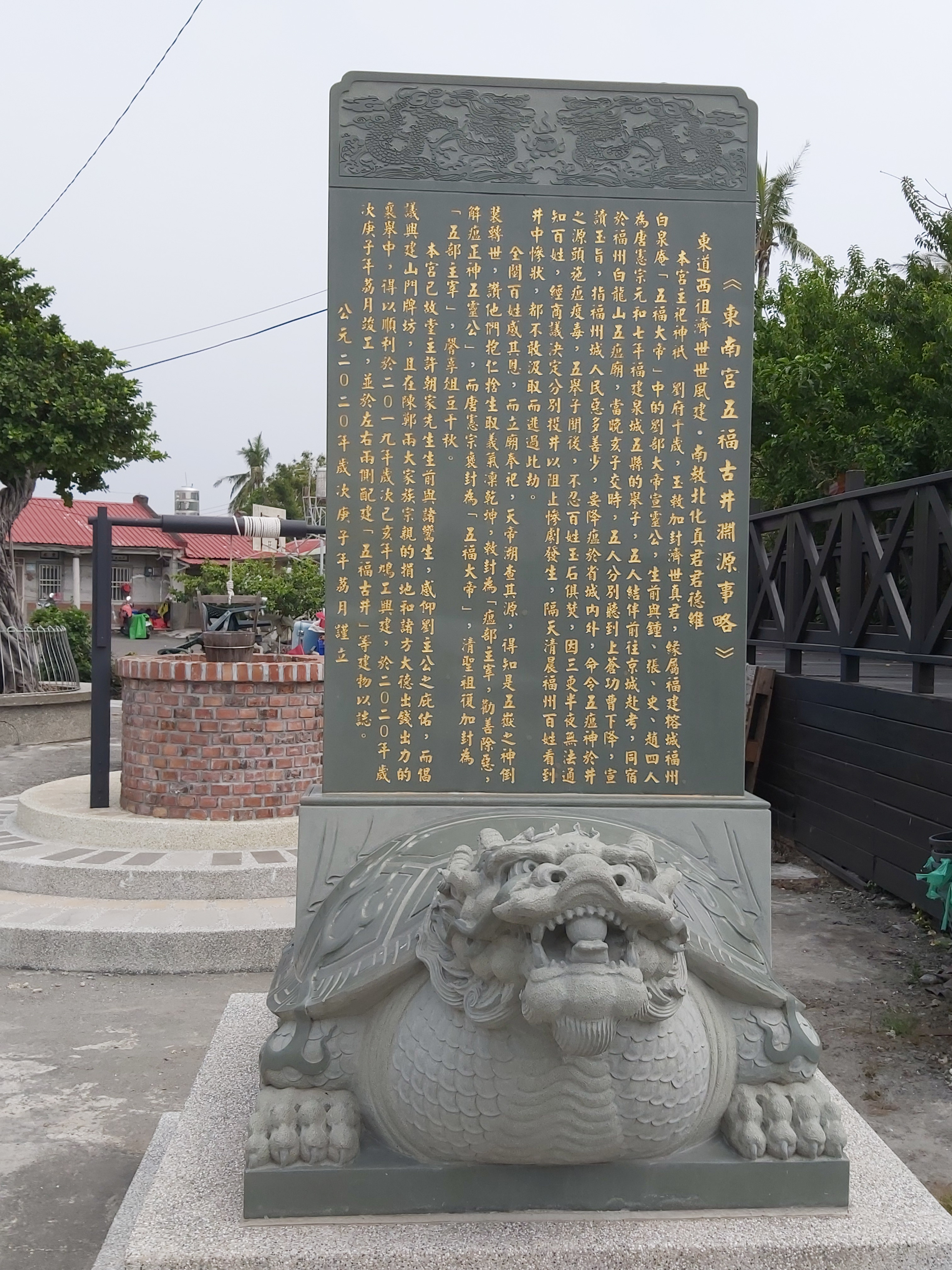
五福古井淵源事略

東南宮劉府千歲神尊於清末由福建省漳、泉二州先民迎奉『五部主宰』渡海來臺，最初落腳於臺南府城，至日治時期爆發西來庵事件，劉府千歲與邢府千歲遷往東津落腳於東港共和堂先賢林翻江（別名林乞食）宅行醫濟世，以鄭旺為乩手。1933年，相傳劉府千歲降駕乩手解救東港當地一名重病陳姓女童後成為一方信神。1962年，時任東隆里長的鸞生莊善與余震鴻、吳登豐、文案王華銘、乩生鄭旺等五人從共和堂獨立，借用東隆里許金城宅行醫教鸞，於同年6月23日（壬戌日）定堂號「劉部堂」。1972年，信眾集資於現今廟址建廟，1996年因廟基位於後寮溪旁，廟方為防止溪水漲潮致使淹水將地基墊高重建，外貌採南方重簷式、五門雙殿（含有拜殿與正殿）格局。每年農曆七月固定舉辦由神明「點生叫號」為信徒降福庇佑的祈福儀式，為東港地區具特色的傳統民俗。2020年，廟方主任委員許振生與在地地主協議於芳都橋旁新建牌樓。

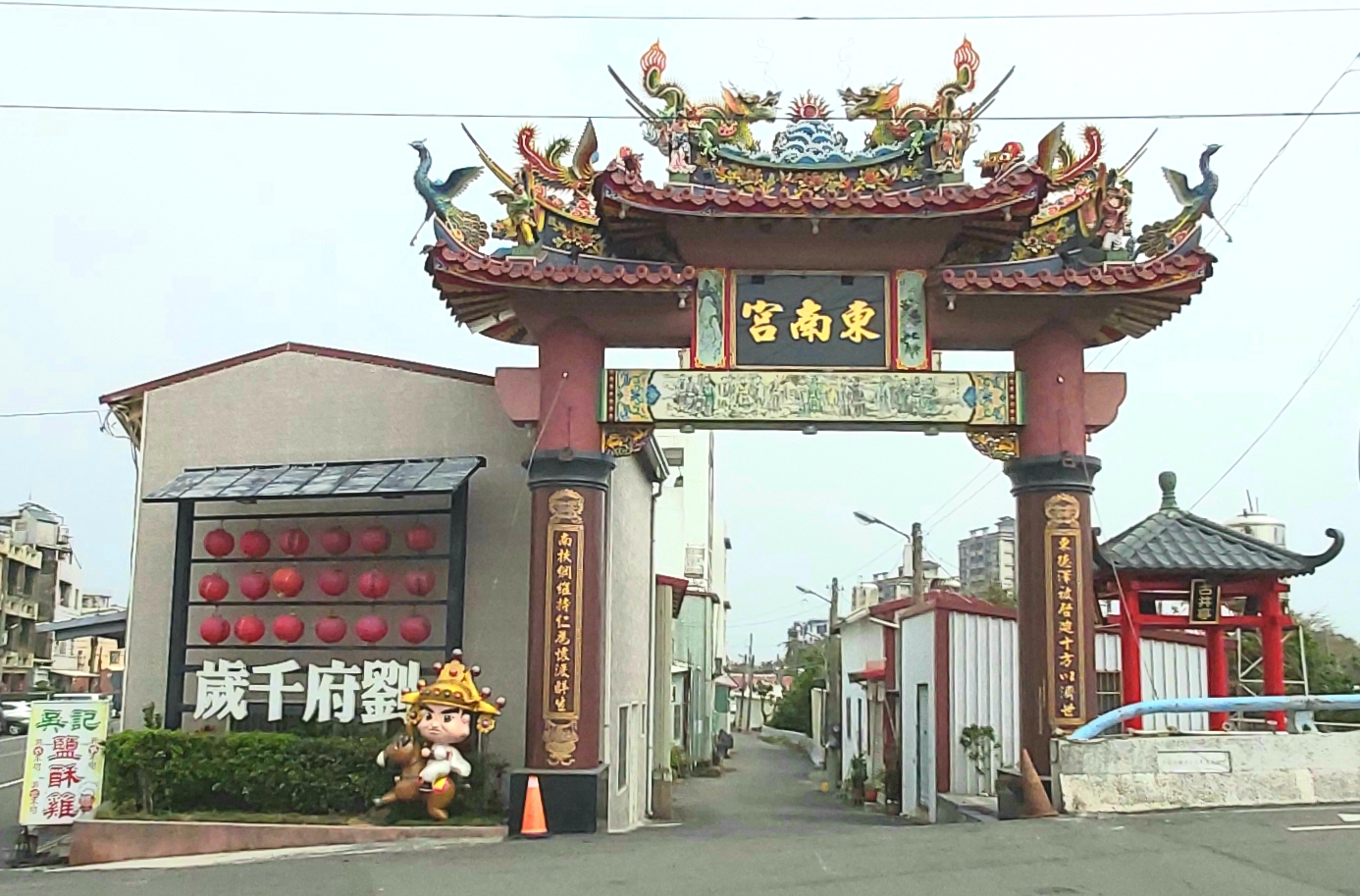
牌樓
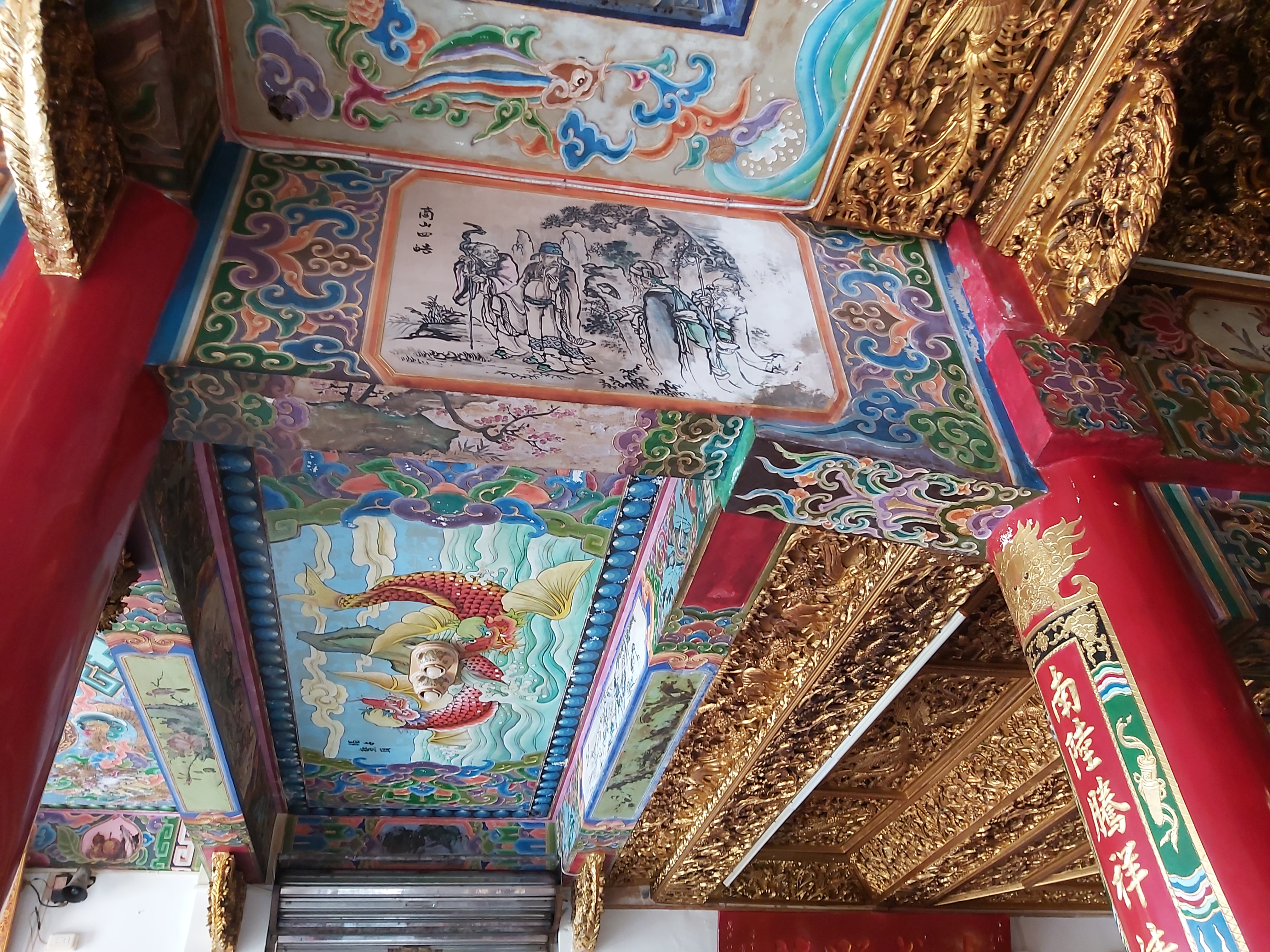
彩繪
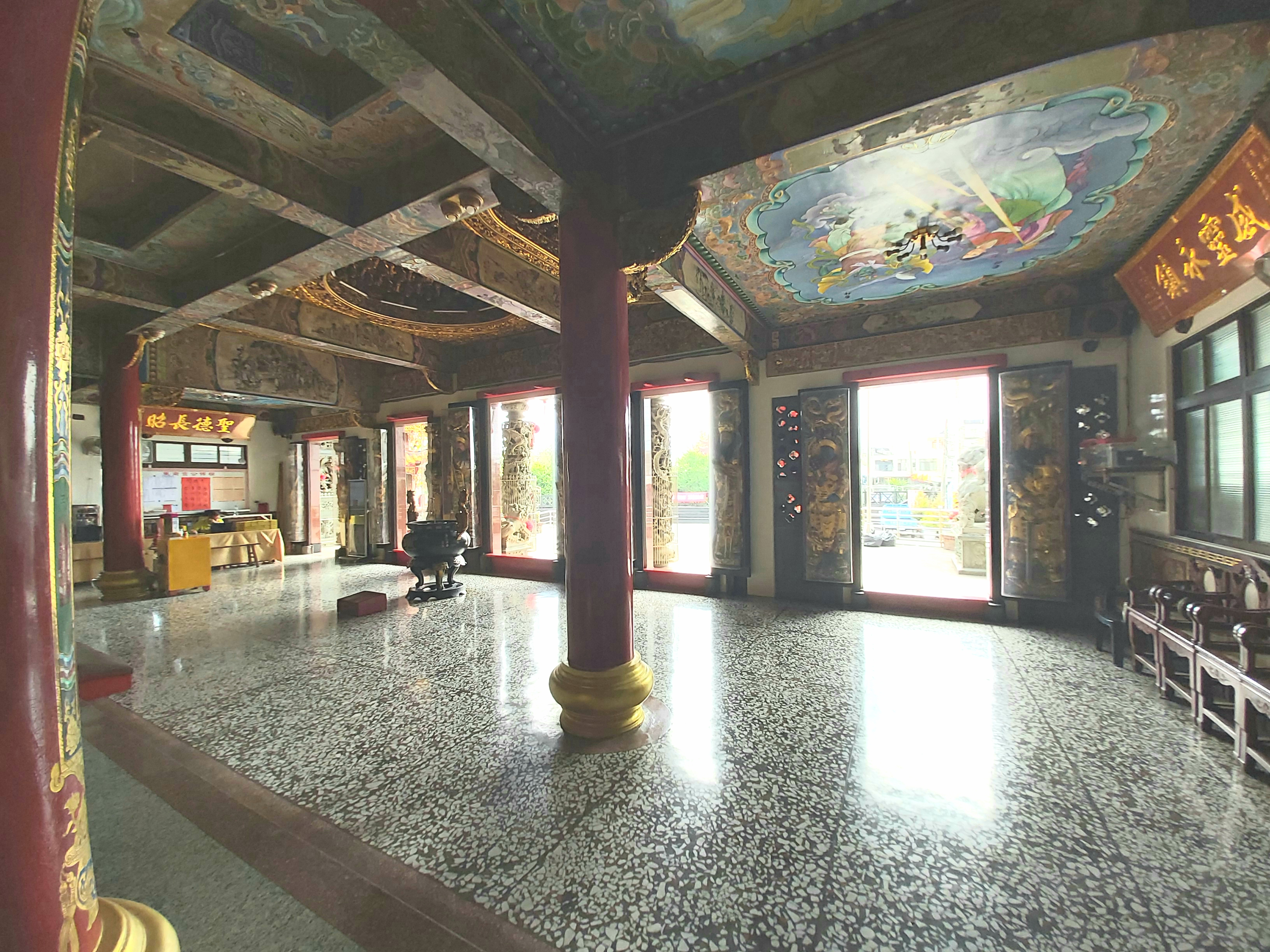
拜殿

## 祀神
正殿主祀劉府千歲，陪祀黃府代巡、顏府代巡、池府千歲、徐府千歲、劉府王爺、柳府千歲、馬府元帥、中壇元帥、印將軍、劍將軍，左龕奉祀金府娘娘，左廂奉祀水僊尊王並作為行鸞渡化之場所，右龕祭祀福德正神，右廂供奉東南宮仙逝之先賢祿位。

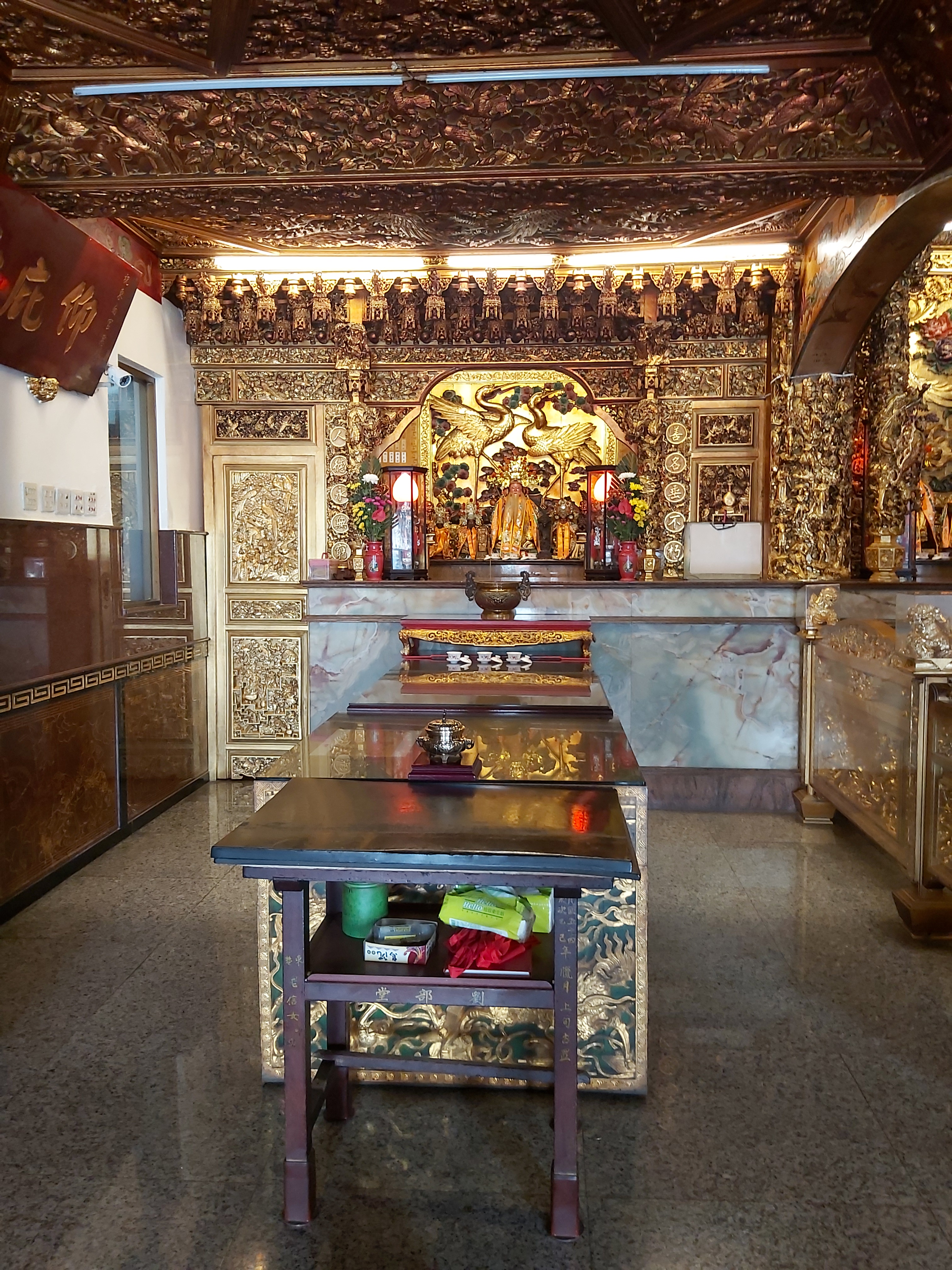
善人
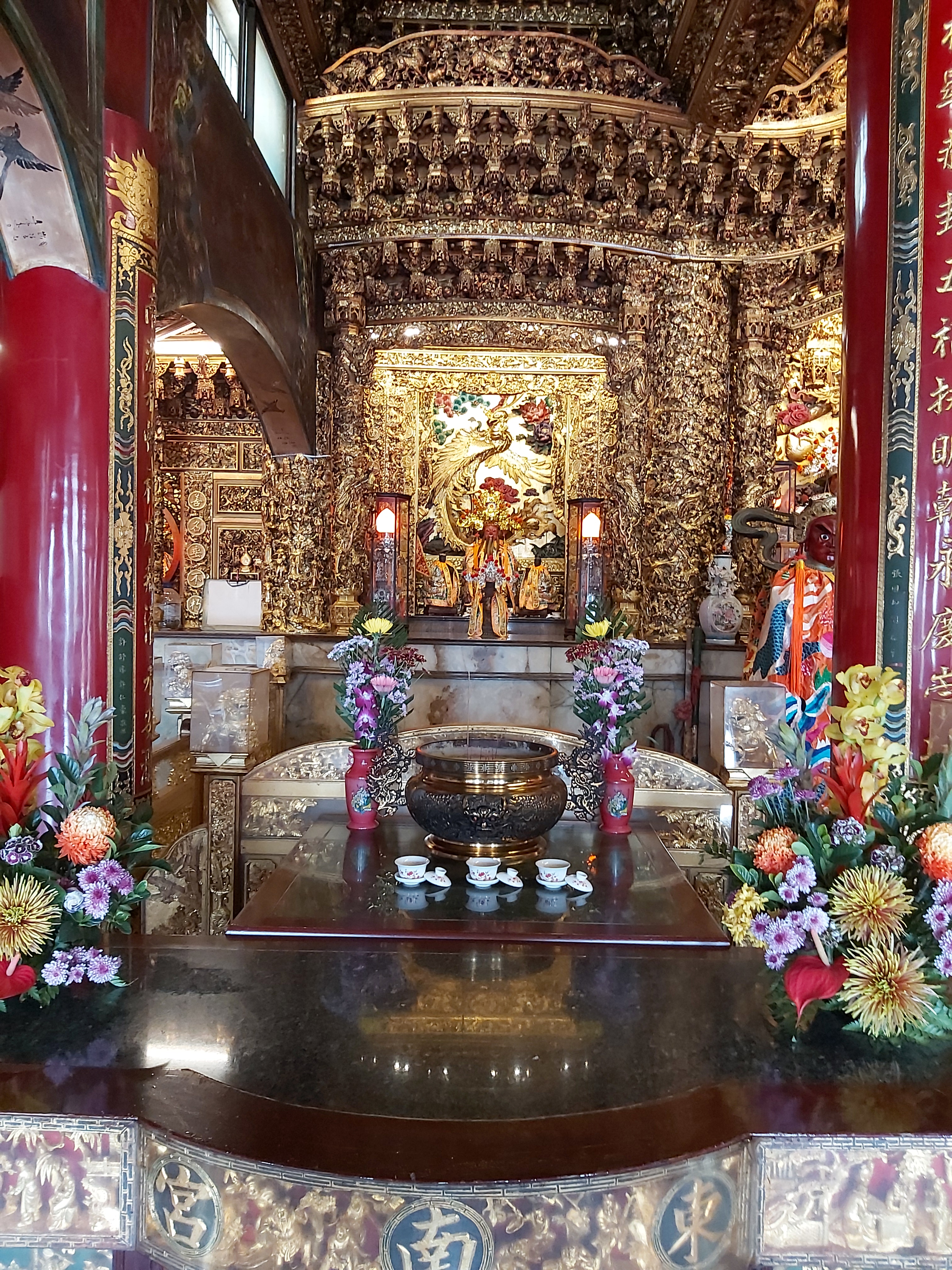
福德正神
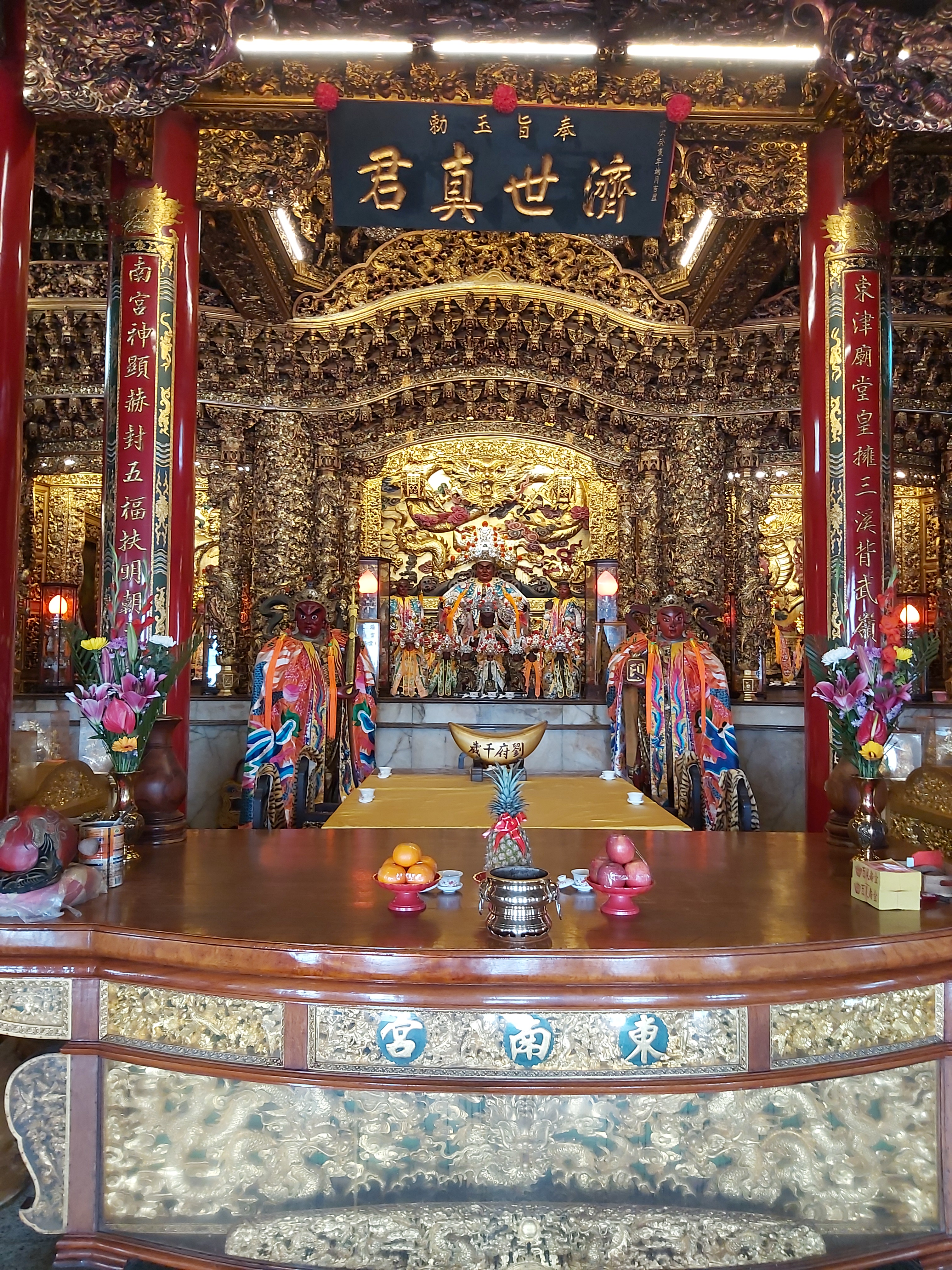
劉府千歲
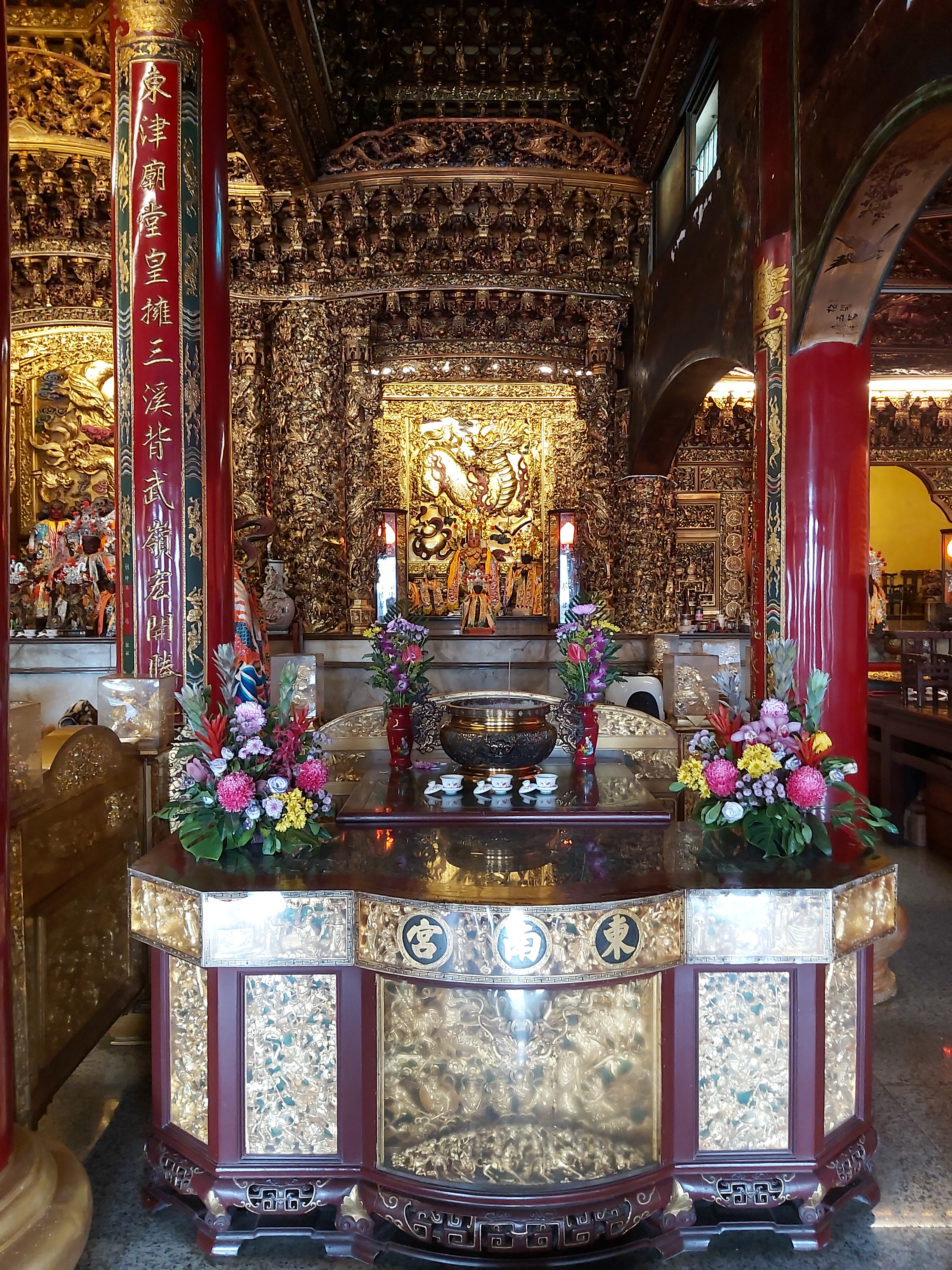
金府娘娘
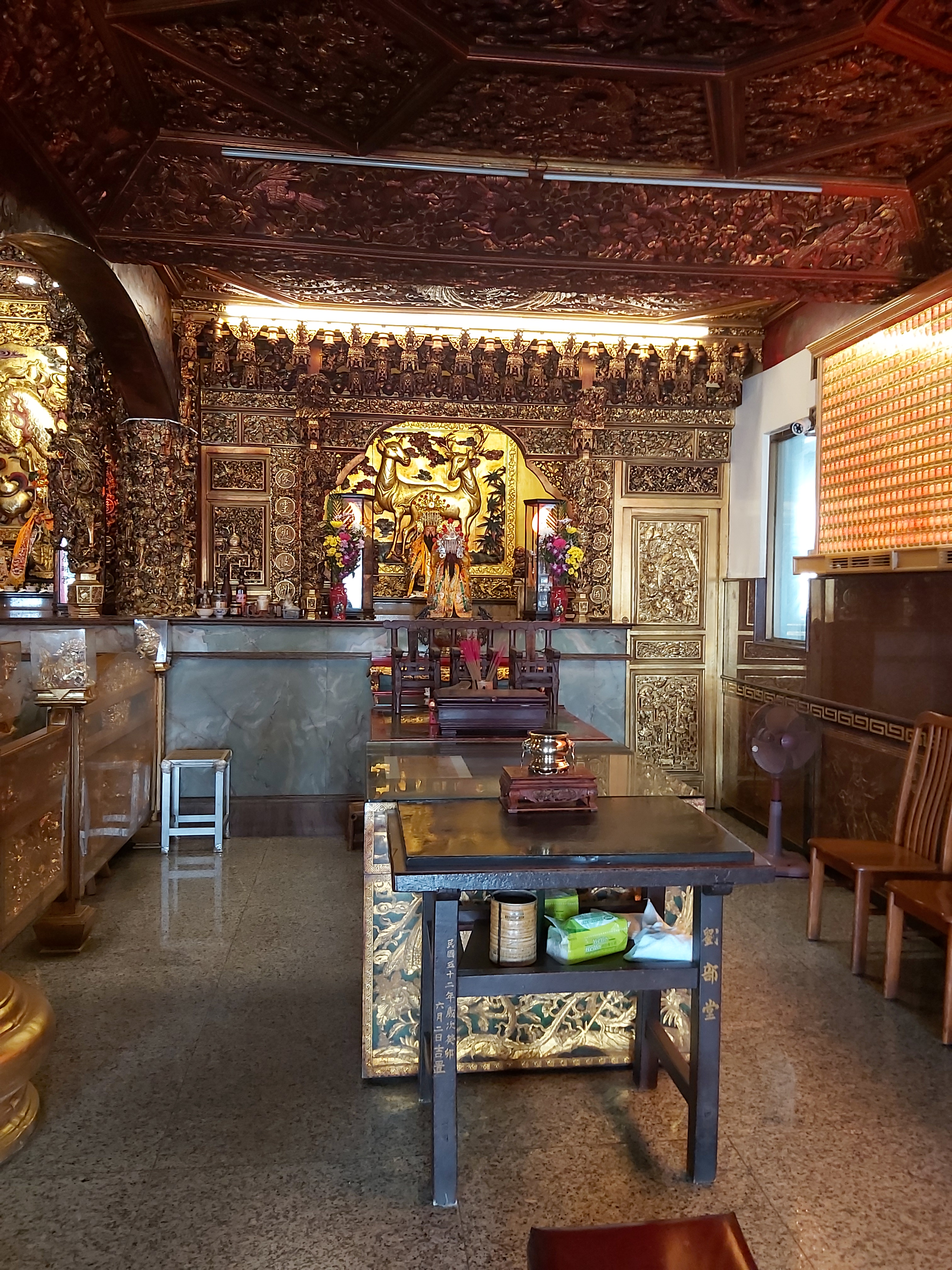
水僊尊王

## 外部連結
- 東港東南宮官網 （页面存档备份，存于）
- 東港東南宮的Facebook專頁
- 東港東南宮的Instagram帳戶